# Мешкита, Акасиу
Акасиу Перейра де Мешкита (порт. Acácio Pereira de Mesquita, 18 июля 1909, Порту, Порту — 30 мая 1945) — португальский футболист, полузащитник и нападающий; легкоатлет, выступавший в тройном прыжке и барьерном беге.

## Биография
Акасиу Мешкита родился 18 июля 1909 года в португальском городе Порту.
Играл в футбол на позициях полузащитника и нападающего. В 1926—1937 годах выступал за португальский «Порту», провёл в его составе 35 матчей и забил 29 мячей. В 1932 году завоевал Кубок Португалии, в 1935 году стал чемпионом страны. Одиннадцать раз становился чемпионом Порту (1927—1937).
В 1930 и 1934 годах провёл 2 матча за сборную Португалии.
Также успешно выступал в лёгкой атлетике. Был рекордсменом Португалии в тройном прыжке и беге на 110 метров с барьерами. Кроме того, занимался баскетболом.
Умер 30 мая 1945 года.

## Достижения

### Командные
Порту
- Чемпион Португалии (1): 1935
- Обладатель Кубка Португалии (1): 1932
- Чемпион Порту (11): 1927, 1928, 1929, 1930, 1931, 1932, 1933, 1934, 1935, 1936, 1937

## Статистика

### Матчи за сборную Португалии
| № | Дата            | Соперник | Счёт | Голы Мешкиты | Соревнование              |
| - | --------------- | -------- | ---- | ------------ | ------------------------- |
| 1 | 23 февраля 1930 | Франция  | 2:0  | -            | Товарищеский матч         |
| 2 | 11 марта 1934   | Испания  | 0:9  | -            | Отборочный турнир ЧМ-1934 |

Итого по официальным матчам: 2 матча; 1 победа, 1 поражение.